# SN 2009hp
SN 2009hp – supernowa typu Ia odkryta 26 lipca 2009 roku w galaktyce M+01-08-30. W momencie odkrycia miała maksymalną jasność 16,70m.